# Platystele hampshireae
Platystele hampshireae är en orkidéart som beskrevs av Carlyle August Luer. Platystele hampshireae ingår i släktet Platystele och familjen orkidéer.
Artens utbredningsområde är Panamá. Inga underarter finns listade i Catalogue of Life.